# Historia postal de Bután
Las primeras estampillas de Bután fueron emitidas en 1962, a la par de la apertura de la primera carretera transitable. Entre 1955 y 1962 las estampillas fiscales eran aceptadas como pago por el correo interno. Con la apertura del país, a inicios de los sesenta, se introdujo el sistema postal formal. El empresario estadounidense Burt Todd colaboró con el gobierno en el establecimiento de un programa de sellos postales en el país, empleando diseños y materiales inusuales con el fin de atraer la atención de los coleccionistas.

## Historia

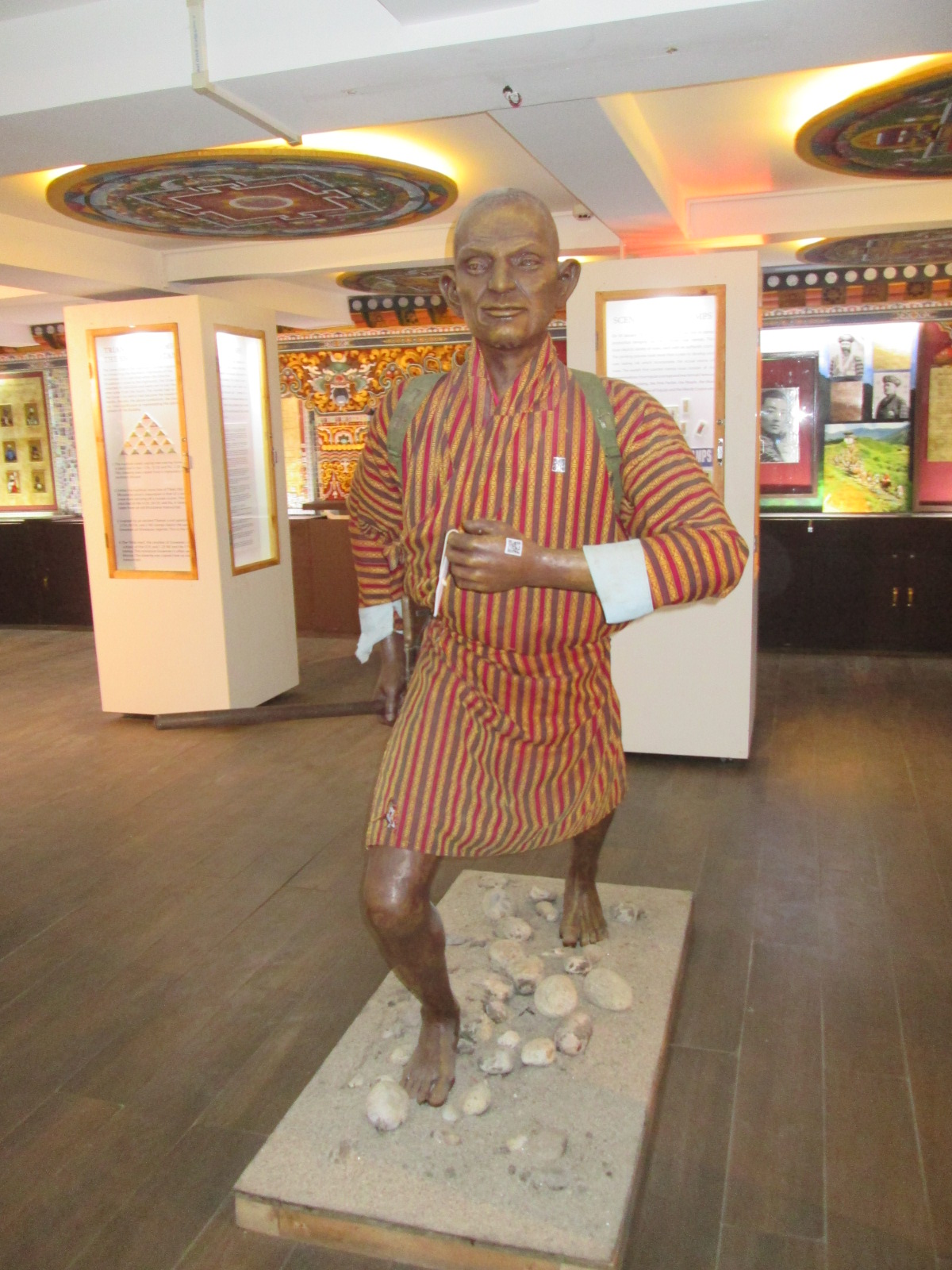
Corredor de correo especial en el Museo Postal de Bután en Thimphu

Antes de 1955 no existían sistemas organizados ni formales de envío del correo, debido en gran parte a la ausencia de carreteras por el accidentado relieve. El correo oficial era enviado desde un Dzong (fortaleza-monasterio) a otro, o hacia uno de los palacios reales a través de corredores de correo especial. El responsable del envío del correo oficial era el Thrimpon de cada Dzong.
En 1955, el Gobierno Real de Bután introdujo un envío regular de correo a intervalos de cinco días, que también incluía correos personales. Los timbres fiscales –introducidos un año antes– debían ser utilizados como una señal de pago por los servicios, exceptuando el correo del Rey que era gratuito. Este sistema de correo que empleaba timbres fiscales es denominado Dzong Dak (dak proviene del hindi y significa posta o correo). Sin embargo, este sistema de correo no podía ser usado fuera del reino. 
Con el inicio de la apertura de Bután al mundo y el fin de su autoimpuesto aislamiento, hubo un considerable aumento tanto en la correspondencia en idioma inglés como en el número de piezas de correo, el cual también incluía diarios indios y publicaciones para el personal administrativo de las escuelas. Empero, el Dzong Dak no pudo soportar el enorme aumento de los envíos y gran parte de su personal no sabía leer en inglés. Entonces, la consecución de un servicio postal moderno se encontraba entre los principales objetivos del primer plan quinquenal gubernamental de 1961. Se estableció un departamento de correos y telégrafos a cargo del Ministerio de Comunicaciones. El 10 de octubre de 1962 se abrió la primera oficina de correo regular en la ciudad fronteriza de Phuntsholing, a la vez que se emitieron las primeras estampillas.

### Influencia de Burt Todd
Con la apertura gradual de más oficinas de correos y agencias postales se desarrolló el sistema postal. Poco a poco, los corredores postales que manejaban las rutas apartadas de la carretera pasarían a formar parte del Departamento de Correos y Telégrafos, y dejarían la administración Dzong. El correo extranjero era enviado inicialmente a través de la India gracias a un acuerdo bilateral. En 1969 Bhután se convirtió en miembro oficial de la Unión Postal Universal (UPU). 
El empresario estadounidense Burt Todd visitó el país en 1951 y se convirtió en asesor del gobierno y de la familia real butanesa. Mediante un arreglo Todd se encargó del diseño e impresión de las estampillas además de su venta en el mercado internacional. El programa de sellos postales de Bután fue proyectado específicamente para reunir fondos para mejorar la infraestructura luego de que el Banco Mundial rechazara un préstamo al país. Todd instaló la Bhutan Stamp Agency en Nasáu, Bahamas, y al no tener mucha comprensión del mecanismo de comercialización de estampillas a través del mercado filatélico, se basó en diseños inusuales, tales como la impresión tridimensional para atraer compradores.

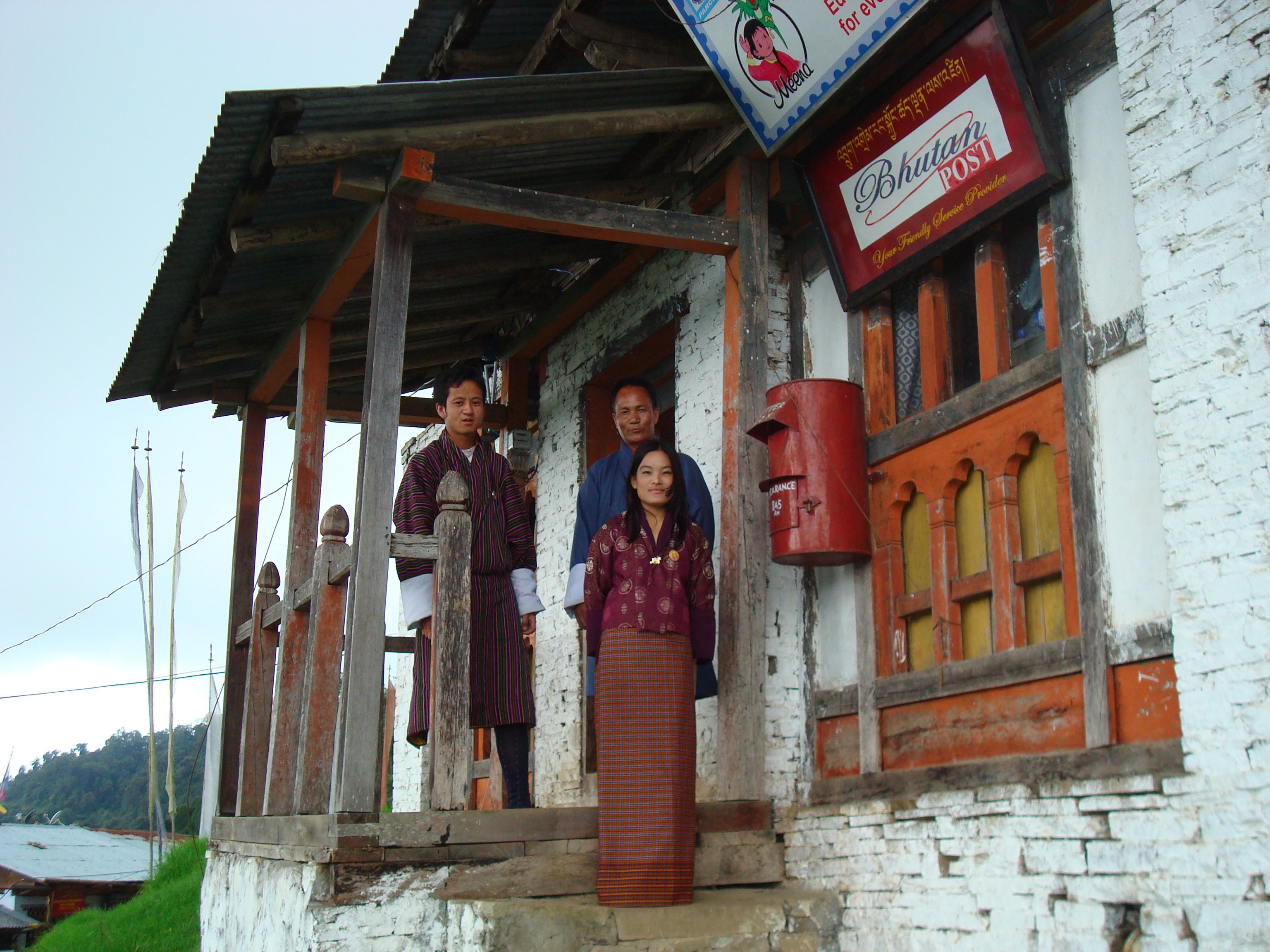
Oficina postal en Wamrong

Al principio estos sellos fueron ignorados por los coleccionistas, pero con el tiempo algunas de las primeras estampillas de Todd se han convertido en artículos de culto. Él produjo los primeros sellos 3D del mundo utilizando impresión lenticular y en relieve, así como sellos impresos en seda o incluso sobre láminas de acero. También destacaron una serie de sellos con esencia de rosas y los famosos «Sellos parlantes», discos en miniatura que pueden ser escuchados usando un tocadiscos normal.
Burt Todd al centrarse en el mercado internacional, dejó al Departamento de Correos y Telégrafos con muy pocos sellos de bajo valor para el correo local. Siguiendo el consejo del asesor postal indio de Bután, K. Ramamurti, en 1965 se emitieron una serie de sellos sobrecargados que fueron sobreimpresos en la India Security Press en Nashik. El mismo impresor fue utilizado al año siguiente (1966) para el servicio regular de bajo costo, con el tema de los dzongs butaneses. Después de la muerte en 1972 del tercer Druk Gyalpo, Jigme Dorji Wangchuck, amigo de Todd, se canceló el contrato con la Bhutan Stamp Agency en marzo de 1974.

### 1974–1996: Departamento de Telégrafos y Correos y el IGPC

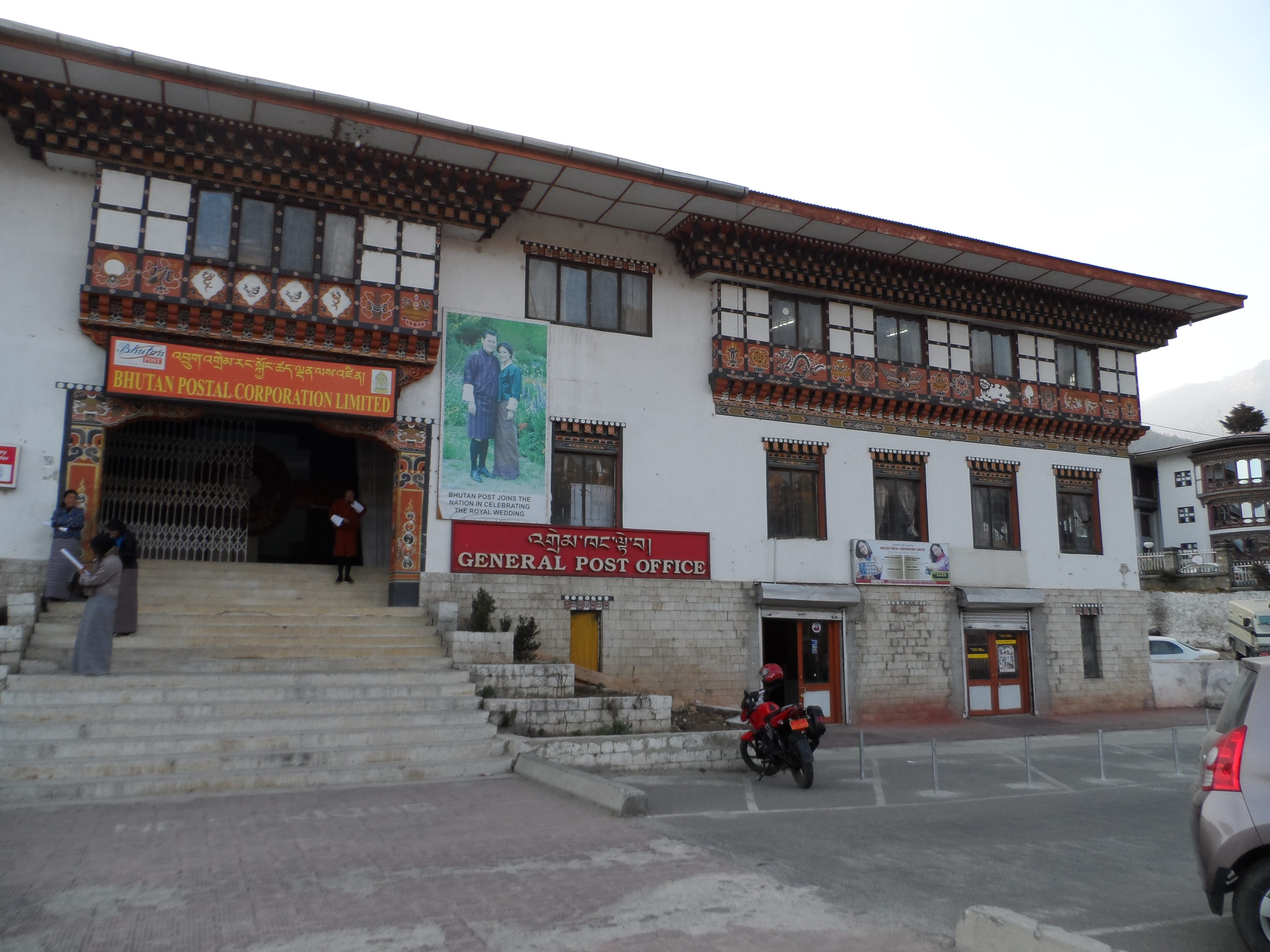
Oficina General de Correo en Thimphu.

Con la salida de Todd el Departamento de Telégrafos y Correos nombró a la Inter-Governmental Philatelic Corporation (IGPC), basada en Nueva York, como único agente internacional, permitiéndoles diseñar e imprimir estampillas a cambio de regalías. Durante este periodo dos emisiones mantendrían el legado de Burt Todd: las monedas de oro de 1975 y la serie de máscaras tradicionales 3D de 1976. Las emisiones de esta empresa mostrarían los clásicos conjuntos temáticos y series conmemorativas, nada relacionados con el país de emisión ni con las estampillas de alto valor para coleccionistas. Por otra parte, los ingresos por las ventas del IGPC disminuyeron drásticamente desde mediados de 1986.
En 1992 el Departamento de Telégrafos y Correos introdujo un sistema de agentes filatélicos para las ventas y el marketing a nivel mundial. Se empezaron a emitir temas y series conmemorativos de forma independiente. Los agentes u organizaciones internacionales pueden hacer propuestas para emitir sellos de correo, que por acuerdo podrán expedirse contra una regalía. Una iniciativa particular del Departamento de Telégrafos y Correos después de la introducción de esta nueva política fue la publicación, en mayo de 1993, del tema «Pinturas de famosos - Lectura y escritura» (Famous Paintings - Reading & Writing), originalmente diseñado e impreso por la Bhutan Stamp Agency para conmemorar el centésimo aniversario de la UPU (1874-1974) y elaborado por esta agencia para ser publicados a finales de 1974. Sin embargo, la finalización de su contrato impidió que fueran puestos a la venta, a pesar de que ya habían sido enviados a Bután. Desde su llegada al país, estas estampillas fueron mantenidas en un depósito aduanero y olvidadas hasta principios de los noventa.
El 14 de febrero de 1982, Bután se unió a la Asian-Pacific Postal Union (APPU). Con la introducción en 1991 de Druk Air con vuelos entre Bután, India y Tailandia, el correo ya no necesitó ser transferido únicamente hasta la India vía Phuentsholing, pero podría también ser intercambiado directamente en las oficinas postales de Nueva Delhi, Calcuta y Bangkok.

### Bhutan Post
Entre 1992 y 1997, gobierno butanés tuvo como uno de los objetivos fundamentales la privatización de entidades públicas, manteniendo algunas por razones estratégicas o prácticas. Estas empresas podrían, sin embargo, contar con una estructura organizativa y un marco operativo que fomente la eficiencia, al tiempo que garanticen su operatividad en favor del interés nacional. Como resultado de ello, las actividades postales y telegráficas del Departamento de Telégrafos y Correos se incorporaron en una corporación autónoma: La Bhután Postal Corporation Ltd., con el nombre comercial de Bhutan Post, a partir del 1 de octubre de 1996.

## Sellos postales

### Temática

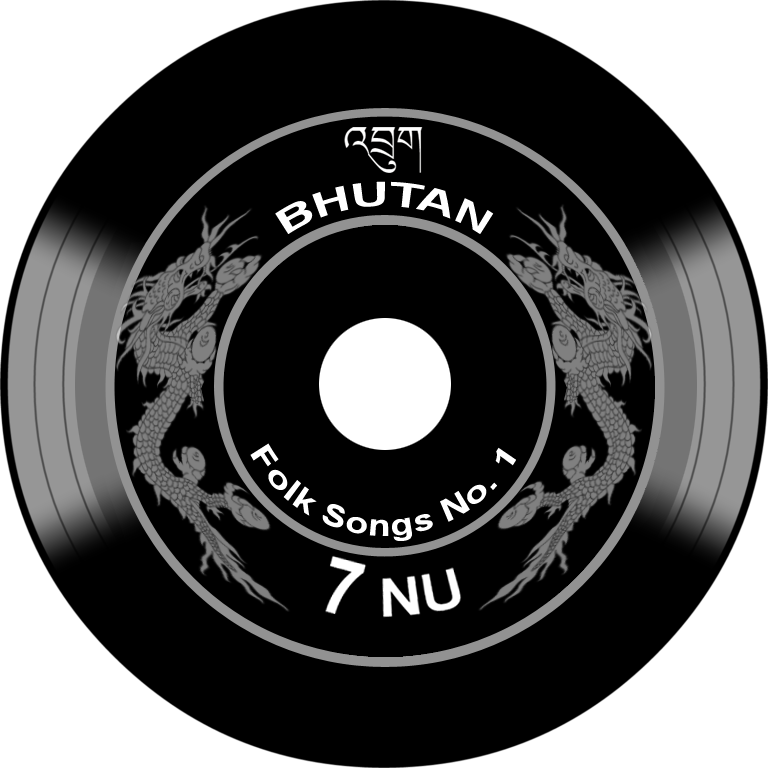
Réplica aproximada de un «sello parlante» que se podía reproducir del mismo modo que un disco de vinilo

Desde el principio, la creación de estampillas en el país asiático tuvo dos objetivos: introducir a Bután en la comunidad mundial y proporcionar ingresos para su desarrollo. Encontraremos esto reflejado en sus sellos: por un lado temas nacionales y por el otro lado motivos de la cultura mundial para atraer al mercado filatélico. El primer administrador de sellos, Burt Todd, se sumó a este último objetivo con gran éxito usando materiales especiales (seda, láminas metálicas, plástico moldeado), formas especiales (redondas, triangulares), impresión especial (3D) y efectos especiales (tinta perfumada, grabaciones de gramófono).
Los temas butaneses en las estampillas son la realeza de la nación, la arquitectura Dzong, la herencia budista, el servicio de correo de Bután (el corredor postal en particular), las artesanías tradicionales, las antigüedades, la energía hidroeléctrica, la vida silvestre y el deporte nacional. Con motivo de los Juegos Olímpicos y las Copas Mundiales de Fútbol se emitieron estampillas sellos deportivos. Una muestra de la arquitectura de Bután es el tema de la Expo 2000 que representó a seis dzongs diferentes: Trashigang, Lhuntse, Gasa, Punakha, Dzong Tashichoe y Paro.
Entre 1966 y 1968 se emitieron sellos de monedas en papel de oro con relieve que mostraban diferentes reyes de Bután, y en forma cuadrada en 1975. En 1973 se emitieron estampillas con perfume de rosas. Entre 1970 y 1972 se emitieron estampillas de cartón fino en relieve representando pinturas. A partir de 1987 se emitieron sellos regulares con pinturas (combinadas con esculturas): Hiroshige, Rubens, Van Gogh, Hokusai y en 2003 arte de Japón.
Las primeras estampillas en 3D aparecieron en 1967, mostrando astronautas y módulos lunares. En 1968 se lanzaron estampillas de mariposas en 3D y en 1969 se publicaron imágenes de peces 3D, pájaros 3D e insectos 3D. Otras ediciones en 3D son pinturas (1970), animales (1970), conquista del espacio (1970 y 1971), automóviles antiguos (1971), hongos (1973), y por último, un motivo local de máscaras ceremoniales (1976). Se lanzaron sellos 3D de plástico moldeado únicos de artefactos antiguos en 1971 y de hombres famosos en 1972. Otras personalidades que han aparecido en los sellos de Bután son Elvis Presley (2003), Diana de Gales (1982, 2003), Gandhi (1969, 1972 y 1998) ), John F. Kennedy (1972, 2002), la reina Isabel II del Reino Unido (2002), la madre Teresa de Calcuta (1998) y Albert Einstein (2000).
Los sellos de seda muestran banderas de plegaria de Buda emitidos en 1969. En 1973, el mundo filatélico se sorprendió con el «sello parlante» autoadhesivo que se podía reproducir como un disco de vinilo en un gramófono, con canciones populares de Bután y una breve historia hablada del reino.
Los temas conmemorativos de Bután son: Admisión a la UPU (1969), admisión de Bután a la ONU (1971), Coronación del rey Jigme Singye Wangchuck (1975), 30.º aniversario del Servicio Postal de Bután (1992), 350.º aniversario de la victoria sobre el Ejército mongol (1994), 25.º aniversario de la coronación del rey Jigme Singye Wangchuck (1999), 100 años de la monarquía (2008), coronación del rey Jigme Khesar Namgyel Wangchuck (2008), visita a Bután del primer ministro indio Manmohan Singh (2008) ), el 35.º aniversario del Programa Mundial de Alimentos en Bután (2009), y el matrimonio real (2011).
Desde 1993, Bután ha lanzado sellos anuales del año nuevo chino. Los animales y las flores aparecen a menudo en los sellos de Bután. En 1982 se emitieron estampillas de Disney, luego en 1982, 1984 (2 ediciones), 1985 (2 ediciones), 1988, 1989 y nuevamente en 1991.
Con motivo de los 100 años de la monarquía, Bhutan Post lanzó en 2008 el primer en CD-ROM del mundo, en colaboración con Creative Products International, una compañía encabezada por Frances Todd Stewart, hija de Burt Todd. El segundo sello en CD-ROM se emitió el año siguiente.

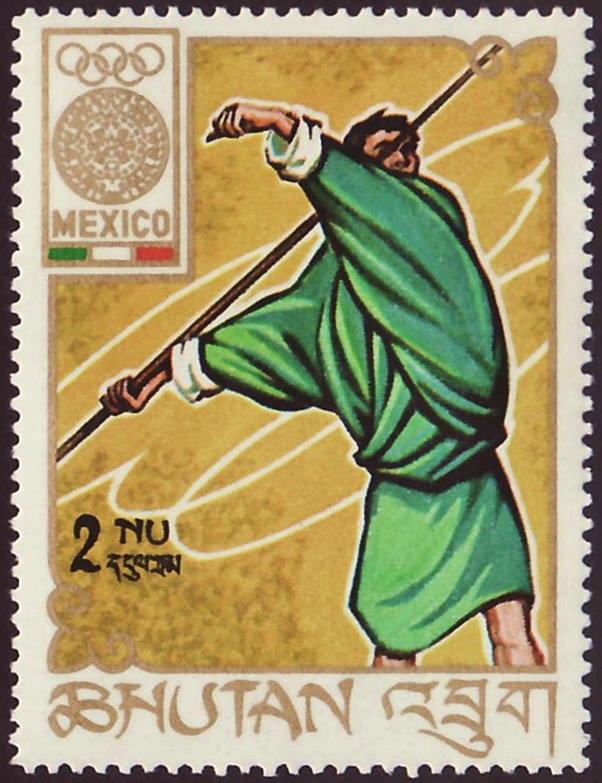
Estampilla conmemorativa de los juegos olímpicos de México 1968. Javalina.
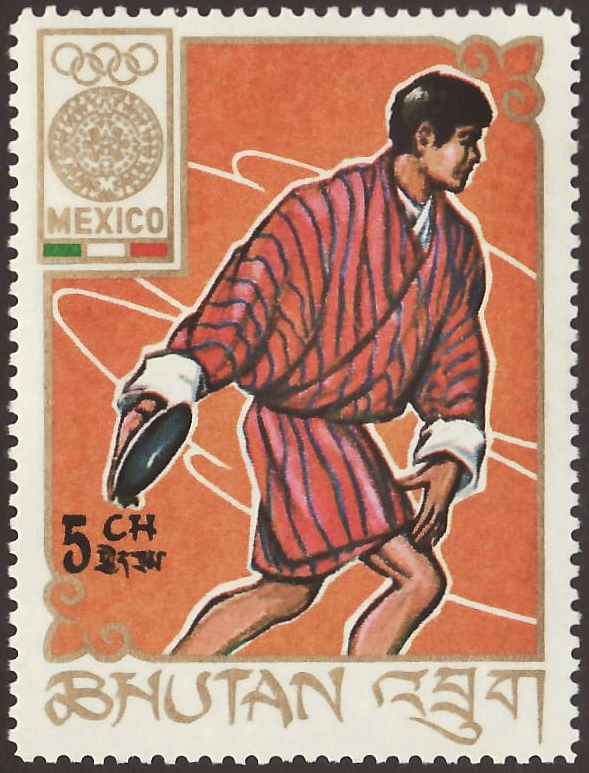
Estampilla conmemorativa de los juegos olímpicos de México 1968. Disco.
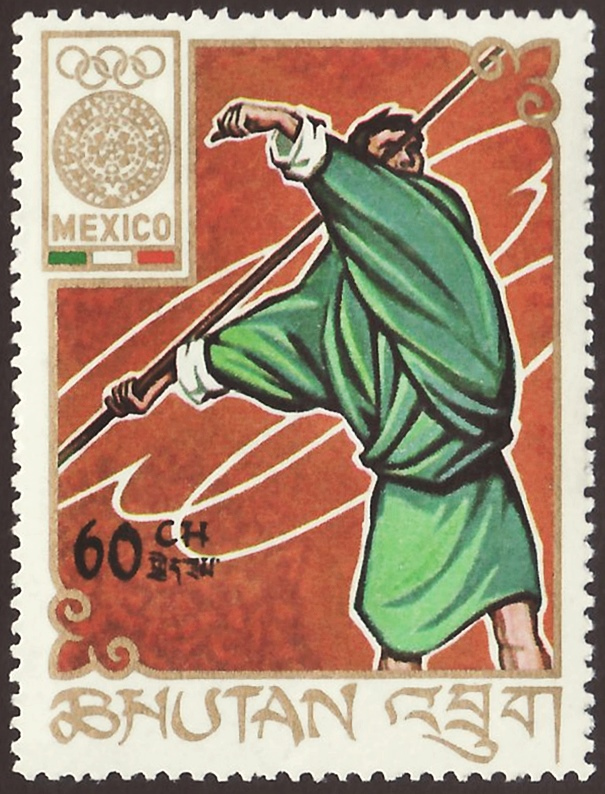
Estampilla conmemorativa de los juegos olímpicos de México 1968. Javalina.